# مدرسة الطب بجامعة بنسلفانيا
جامعة بنسلفانيا مدرسة الطب (بالإنجليزية: University of Pennsylvania School of Medicine)‏ هي إحدى الكليات لتدريس الطب في الولايات المتحدة الأمريكية. تقع في مدينة فيلادلفيا في ولاية بنسلفانيا الأمريكية. نوع الشهادة الطبية التي يتم تحصيلها هناك هي دكتور في الطب.

## أساتذة بارزون
- لويجي ماستروياني